# Акар, Зейна
Зейна Акар (араб. زينة عكر‎) — ливанский государственный деятель, вице-премьер и министр обороны с 21 января 2020 по 10 сентября 2021 года.

## Образование
Закончила частный Ливанский американский университет. Получила ученую степень по общественным наукам.

## Карьера
Занималась предпринимательской деятельностью. Является исполнительным директором основанной её мужем исследовательской и консультационной фирмы Information International.
21 января 2020 года была назначена вице-премьером и министром обороны Ливана в правительстве Хасана Диаба. Главной своей целью на посту министра обороны видит борьбу с коррупцией. 10 августа подала в отставку  на фоне протестов, участники которых заявляют о вине властей в разрушительных взрывах в порту Бейрута. За отставкой Зейны Акар последовала отставка премьер-министра Хасана Диаба и его правительства. Президент Мишель Аун принял отставку. Правительство продолжает исполнять свои обязанности.

## Партийность
Член партии «Свободное патриотическое движение».

## Религия
Православная.

## Семейное положение
Замужем за крупным ливанским предпринимателем, коллекционером, мусульманином Джавадом Адрой.